# 粉嶺名都
粉嶺名都（英語：Fanling Town Centre），是香港一個私人屋苑，位於新界北區粉嶺粉嶺車站路18號，旁邊為粉嶺站、粉嶺公路、粉嶺中心及祥華邨。物業由華懋集團發展，於1993年5月推出發售，屋苑共設7座樓宇及基座商場、停車場，並提供1,280伙單位、283個車位、82個舖位，屋苑現由發展商以「粉嶺名都管理有限公司」名義負責管理。

## 歷史

### 九廣鐵路（英段）
粉嶺名都用地前身位於粉嶺丈量約份第51約（D.D. 51）若干地段，最早可追溯至1905年公佈的集體官契，當時標註地段持有人為『Hong Kong K. Canton Railway』，顯示此處當時是九廣鐵路（英段）粉嶺車站的預留用地。唯粉嶺車站於1910年通車，此處並未用作車站或鐵路用途，之後鄰近車站出口的少量位置曾用作開設餐廳、茶寮等，最著名及具歷史的有1947年創立的Better 'Ole（適雅餐廳）。

### 新界農業會
1935年，港府撥出此地約三分二面積予『新界農業會』，用作農業試驗場及籌建永久會所。
1938年1月，新界農業會建成會所，建築以其捐贈者－猶太裔慈善家Joseph Edgar命名為『J E JOSEPH HALL』，會所開幕當日除舉行農作物展覽會，更邀得時任港督羅富國爵士主持典禮，與會嘉賓亦不乏政商名人，例如律政司晏禮伯、鄧肇堅爵士、羅旭龢爵士、嘉道理爵士、曹善允、譚雅士等，而該會時任主席為威禮士牧師（Herbert Richmond Wells），副主席為馮其焯（馮為粉嶺安樂村主要發展人，後來亦為聯和墟其中一名創辦人）。
1958年，基督教粉嶺信義會向新界農業會租用其會所並創辦『粉嶺信義學校』，為該區貧困農民及失業小販的子弟提供就學機會。1964年，基督教粉嶺信義會於另一新用地建成現時之基督教香港信義會心誠中學，而原租借的校舍用地則於1968年交還新界農業會重新作會所之用。

### 粉嶺臨時房屋區
1975年10月，大埔理民府聯絡鄉事並透露政府有意開發大埔、粉嶺、上水作新市鎮。1976年1月，新界農業會將持有的地皮售出，而會所同年被清拆（新界農業會之後於1986年正式解散）。
1977年，政府正式宣布開發粉嶺／上水新市鎮，此地的原會所及其旁邊的農業試驗田地位置被用作興建第一期粉嶺臨時房屋區以安置受影響的居民，相關工程於年底完成。
1982年，同樣位於本用地的Better 'Ole（適雅餐廳）亦因粉嶺車站電氣化改建工程而需拆卸並搬遷至聯和墟。之後此地與旁邊的第二期粉嶺臨時房屋區（即現粉嶺中心）一同被規劃為『粉嶺／上水第13A區』作私人住宅發展，此地所在地段亦更名為『粉嶺上水市地段第71號』。
1986年，粉嶺臨時房屋區全數被清拆，而此地亦於1989年3月透過換地權益書的方式售予華懋集團，最終於1993年建成私人住宅『粉嶺名都』，並於該年下旬正式對外發售。

## 屋苑資料
物業共設有7座，提供1280伙，2房戶約佔75%，其餘約25%為3房戶，實用面積介乎369至454呎。每呎管理月費約1.1港元/方呎。
| 大廈名稱         | 樓宇層數 | 每層伙數 | 每座單位總數（伙） | 實用面積（呎）     | 落成年份 |
| ---------------- | -------- | -------- | ------------------ | ------------------ | -------- |
| 雅碧閣（英語：Amber Court） | 22       | 8        | 176                | 376／399／454      | 1993年   |
| 百利閣（英語：Brilliant Court） | 23       | 8        | 184                | 376／399／454      | 1993年   |
| 嘉蘭閣（英語：Canary Court） | 25       | 8        | 200                | 376／399／454      | 1993年   |
| 龍騰閣（英語：Dragon Court） | 25       | 8        | 200                | 376／399／454      | 1993年   |
| 怡景閣（英語：Elegant Court） | 23       | 8        | 184                | 376／399／454      | 1993年   |
| 富臨閣（英語：Forum Court） | 22       | 8        | 176                | 369／395／399／454 | 1993年   |
| 嘉麗閣（英語：Galaxy Court） | 20       | 8        | 160                | 369／395／399／454 | 1993年   |

## 屋苑設施
屋苑平台花園設多項基本設施，包括停車場、購物商場、平台花園、泳池及網球場等。

## 購物商場

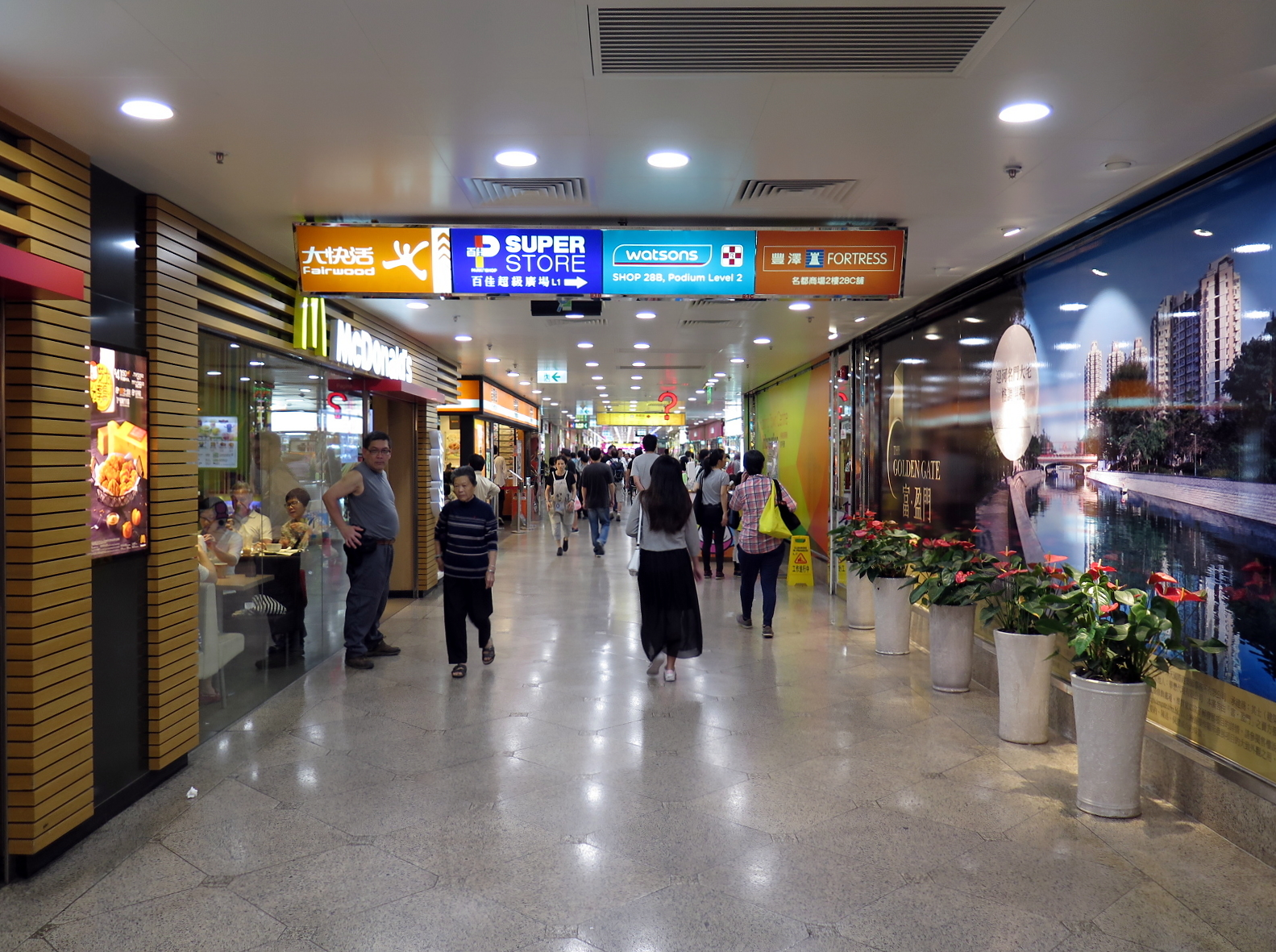
粉嶺名都商場

粉嶺名都商場在東鐵綫沿線商場中屬規模較細的一個，樓面面積約11萬平方呎，其定位也僅為普通屋苑商場而非地區購物中心。但由於商場位於粉嶺站旁，亦另有天橋連接粉嶺中心、祥華邨及北區政府合署，因此成為北區人流最高的商場之一。
商場樓高兩層，租戶主要為大型集團，包括早於1995年1月開業的麥當勞及於1998年開業的百佳超級廣場（現為Fusion by PARKnSHOP），另外還有豐澤電器、屈臣氏、肯德基、大家樂、大快活、吉野家、元氣壽司、譚仔雲南米線、香港賽馬會、美心西餅、聖安娜餅屋、山崎麵包等。而由於香港賽馬會投注站鄰近連接粉嶺中心、及祥華邨的行人天橋，每逢賽馬日投注站外及天橋通道均會被大量馬迷阻塞，天橋通道更會擠滿吸煙人士，北區區議會亦曾多次向政府部門作出投訴。
商場內另曾設粉嶺名都戲院（華懋電影院線），共有2院，但已於2006年9月結業。直至2016年7月，嘉禾院線於同樣位置重新開設戲院，該戲院為繼洲立影藝後，第二條院線於粉嶺開設的戲院，亦是自粉嶺戲院於2010年結業以來，新界北區首間戲院，但已於2023年11月結業 。

## 區議會選區及區議員
由1994至2023年，粉嶺名都全苑所有樓宇的區議會選區均屬於北區祥華選區（N03）。
因應2023年香港選舉改革，祥華選區自從2024年起被併入至蝴蝶山選區（N01）。

## 外部連結
- 粉嶺「名都」創同類單位新高，３６５萬元沽出
- 華懋集團已落成物業粉嶺名都商場 （页面存档备份，存于）
- 粉嶺名都 - 香港置業 （页面存档备份，存于）